# Petro

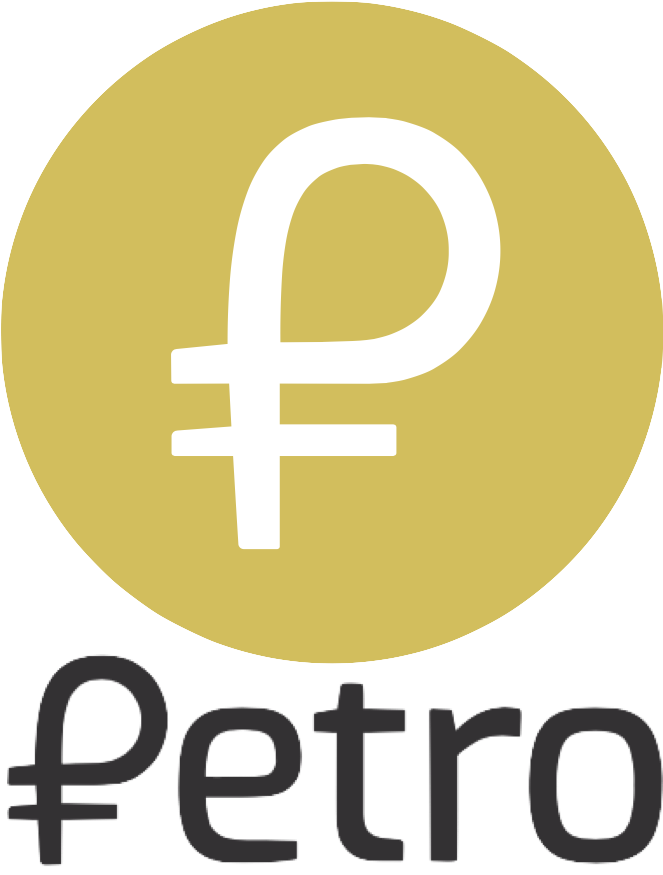
Petrocoin

Petro (PTR), petrocoin, sau petromoneda, este o criptomonedă înființată la 18 februarie 2018 și dezvoltată de guvernul venezuelean. Petro este susținută de rezervele bogate ale venezuelei de petrol, aur, gaz și diamante. Petrocoin a fost creat pentru a depăși sancțiunile financiare impuse de S.U.A., atragerea de investiții și generarea unui nou mecanism de plată pentru bunuri și servicii. 

La scurt timp, pe 21 februarie 2018,  într-un discurs televizat, președintele venezuelean Nicolás Maduro a anunțat Petro gold, criptomonedă susținută de aur. 
Petro este bazată pe blockchain-ul NEM (New Economy Movement), și va permite plata taxelor și amenzilor precum și a serviciilor publice precum transportul administrat de autorități. La momentul ofertei inițiale, un petro valora în jur de 606,9 dolari, adică prețul barilului de țiței, dar valoarea acesteia poate varia în funcție de cotațiile petrolului.
De asemenea, clienții băncilor vor avea posibilitatea de a cumpăra și depozita Petro prin birouri bancare specializate. Noua monedă virtuală este utilizată alături de bolivar, iar din august 2018, prețurile și salariile au fost legate de Petro.